# Pablo González Mariñas
Pablo González Marinas (La Corunya, 26 de juny 1944) és un polític gallec. Va ser membre del Partit Gallec Independent de José Luis Meilán Gil. Escollit parlamentari per la UCD a les eleccions al Parlament de Galícia de 1981, després de la dissolució de la UCD després de les eleccions generals de 1982 va ser un dels fundadors de Coalició Gallega per la qual fou el seu candidat a la presidència de la Xunta de Galícia. Escollit diputat a les eleccions al Parlament de Galícia de 1985, va encapçalar l'escissió del sector més nacionalista que va donar origen al Partit Nacionalista Gallec. Va ser conseller de la Presidència i Administració Pública en el govern tripartit del socialista Fernando Ignacio González Laxe. Des de setembre de 2005 és diputat en el Parlament de Galícia pel Bloc Nacionalista Gallec.